# Lodbjerg Fyr
Der Leuchtturm Lodbjerg Fyr steht in der Gemeinde Thisted in Nordjütland in Dänemark. Er wurde 1883 mit Granitblöcken aus Bohuslän in Westschweden erbaut. Gelegen im heutigen Nationalpark Thy unmittelbar neben dem Leuchtturm befinden sich die  beiden Wohnhäuser der ehemaligen Leuchtturmwärter – heute ein Besuchercafé und Besucherzentrum.

## Geschichte
Als der Leuchtturm gebaut wurde, bestand das Gebiet aus Sanddünen, aber um die Sandverwehungen zu verlangsamen, wurde in der Lodbjerg Plantage östlich des Leuchtturms ein Kiefernwald zum Schutz gepflanzt. Im Westen, dem Meer zugewandt, liegt die markante Küstenklippe Schwarze Nase, die bis zu 10 Meter hoch ist und aus Moränenlehm und braun-schwarzem Glimmerton besteht.
Der Leuchtturm wurde zwischen 188 und 1884 von der französischen Firma Henry-Lepaute et Cie konstruiert und von dem dänischen Leuchtfeuer-Ingenieur J. Fleischer gebaut. Der Leuchtturm war mit einer Öllampe und einer rotierenden Linse ausgestattet, die von einem Uhrwerk mit einem Gewicht von 270 kg angetrieben wurde. Die Öllampe wurde 1904 durch einen mit Kerosin betriebenen Brenner mit Glühfaden ersetzt, der wiederum 1955 durch eine elektrische Glühlampe ersetzt wurde. Die Fresnel-Linse wird heute von einem Elektromotor angetrieben, aber das alte Uhrwerk und das Gegengewicht blieben erhalten.
Während der deutschen Besetzung Dänemarks waren bis zu 140 deutsche Soldaten rund um den Leuchtturm untergebracht, und das dänische Personal wurde am 25. März 1944 evakuiert. Zum Kriegsende platzierten die deutschen Soldaten Sprengstoff unter dem Leuchtturm, verminten das Gebiet und bereiteten die Sprengung vor, die glücklicherweise nicht vollzogen wurde.

## Beschreibung
Der Leuchtturm von Lodbjerg war bis Anfang der 2000er Jahre bemannt, und die Pflichten der Leuchtturmwärter bestanden unter anderem darin, dem Zoologischen Museum in Kopenhagen die Daten der am Leuchtturm gefundenen toten Vögel zu melden, nachdem sie gegen den Leuchtturm geflogen waren.
Abgesehen von dem Leuchtturmlicht im Laternenhaus, das immer noch von der Dänischen Seeschifffahrtsbehörde (DMA) betreut wird und kilometerweit in die Dunkelheit über dem Meer leuchtet, stand der Leuchtturmkomplex trotz Konservierung im Jahr 2002 lange Zeit leer und war verfallen. Obwohl er ein gut besuchter Ort war – Leuchttürme wurden nicht als etwas mit besonderem Anziehungswert genutzt. Und der Besucherstrom wurde nicht geringer, als der Leuchtturm 2008 Teil des Nationalparks wurde. 2010 verkaufte die Dänische Seeschifffahrtsbehörde den Leuchtturmkomplex an die Dänische Naturbehörde, und seit Sommer 2011 hat der Nationalpark Thy die Gebäude gemietet. Der Turm selbst wurde 2012 von der Gemeinde Thisted in Zusammenarbeit mit dem Nationalparkfonds Thy renoviert. Im Mai 2019 konnte der Leuchtturm wieder für Besucher geöffnet werden.
Gleichzeitig mit der umfangreichen und denkmalgerechten Restaurierung des Leuchtturms wurde im alten Wohn- und Arbeitszimmer des Leuchtturmwärters aus den 1930er Jahren auch ein Besuchercafé eingerichtet, das im Sommer von Freiwilligen unterhalten wird. Und in der Wohnung des Leuchtturmwärter-Assistenten wurde eine Ausstellung eingerichtet, die zeigt, dass die umliegende Natur im Laufe der Zeit auch Teil der Geschichte des Leuchtturms von Lodbjerg war.
Der seit 2002 unter dänischem Schutz für denkmalgeschützte Gebäude (dänisch: Fredede Bygninger) stehende Leuchtturm erhielt 1999 ein neues kupfernes Laternendach.
In der Nähe befindet sich ein großzügiger Parkplatz, denn tagsüber kann der Leuchtturm besichtigt und der Turm bestiegen werden. Von hier aus hat man einen weiten Blick über das Meer, auf die Lodbjerg Plantage und die Sanddünen.